# Leberecht Friedrich von Brösigke
Leberecht Friedrich von Brösigke (* 1720 in Anhalt; † 22. März 1790 in Prenzlau) war ein preußischer Oberst und Kommandeur des Infanterieregiment „von Wunsch“ (Nr. 12). 

## Leben

### Herkunft
Leberecht Friedrich war Angehöriger des altmärkischen Adelsgeschlechts von Broesigke. Seine Eltern waren Maximilian Friedrich von Broesigke und Charlotte Josephe.

### Werdegang
Brösigke trat ins Infanterieregiment „Prinz Heinrich“ (Nr. 12) der preußischen Armee ein. Er avancierte 1741 zum Fähnrich, 1745 zum Sekonde- und 1755 zum Premierleutnant. 1759 folgte die Beförderung zum Stabs- als auch die zum wirklichen Kapitän. Nachdem er alle Schlesischen Kriege mitgemacht hatte, bei Maxen verwundet und als Kriegsgefangener nach Krems verbracht, 1761 aber ausgewechselt wurde, stieg er am 3. Juni 1773 zum Major auf und wurde Chef eines Grenadier-Bataillons, das aus je zwei Kompanien der Regimenter Nr. 12 und Nr. 34 zusammengesetzt war. Mit diesem nahm er am Bayerischen Erbfolgekrieg teil. Am 11. Juli 1782 avancierte er zum Oberstleutnant und mit seiner Beförderung zum Oberst am 2. Oktober 1784 wurde er auch Kommandeur seines Regiments. Anlässlich der Revue in Berlin am 20. bzw. 21. Mai 1787 erhielt er von König Friedrich Wilhelm von Preußen den Orden Pour le Mérite. Es war die 23. bekanntgewordene Verleihung des Ordens durch den König.
Im Jahr 1788 hatte Brösigke mit Landrat Carl Otto von Arnim auf Kröchlendorff (1747–1798) eine Streitsache, in Folge derer letzterer im selben Jahr die wegen der vielen beinhaltenden Details viel Aufsehen erregende die Schrift: Ueber die Cantonverfassung in den Preussischen Staaten, und die von dem Obristen von Brösecke verweigerte Verabschiedung des enrollirten Elsbusch verfasste und in Frankfurt und Leipzig veröffentlichte.
Brösigke war Erbherr auf Cratz in der Uckermark und Breitenfelde in Sachsen. Ersteres verkaufte er 1789 an den Ritterschaftsrat und Major sowie Kommandeur des Uckermärkischen Landwehr-Kavallerie-Regiments (Nr. 8) Karl Georg Gottlieb von Wedel (1762–1813), letzteres blieb nach seinem Tod ebenfalls nicht bei der Familie.

### Familie
Brösigke war in erster Ehe mit Amalia Tugendreich von Arnim († nach 1767) vermählt. Aus dieser Ehe ist die Tochter Friederike von Broesigke (1752–1792), vermählt mit Jacob Ernst von Rohr (1746–1798) hervorgegangen. Eine zweite Ehe soll mit Josephe Friederike von Schweinichen († 1778) bestanden haben. Es gab weitere namentlich unbekannt gebliebene Kinder.  